# Grewia lasiocarpa
Grewia lasiocarpa är en malvaväxtart som beskrevs av Ernst Meyer. Grewia lasiocarpa ingår i släktet Grewia och familjen malvaväxter. Inga underarter finns listade i Catalogue of Life.